# Espacio-tiempo de Minkowski

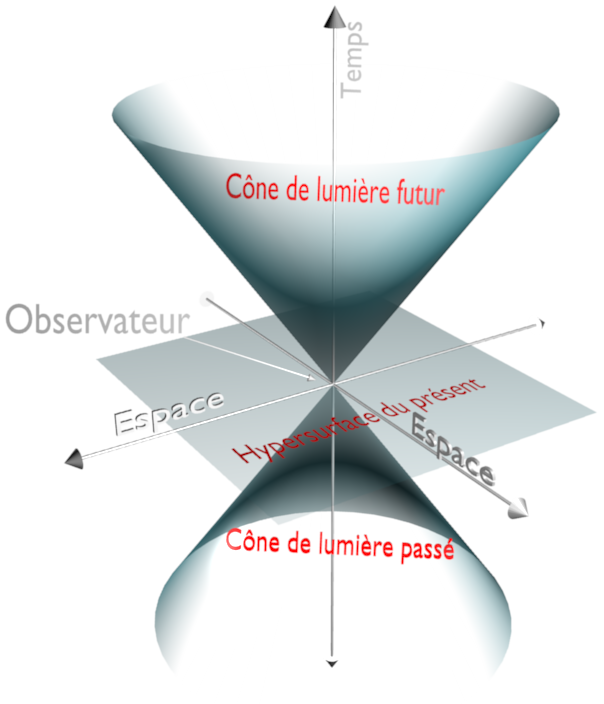
Representación esquemática del espacio de Minkowski, mostrando sólo dos de las tres dimensiones espaciales.

En física matemática, el espacio de Minkowski  (o espacio-tiempo de Minkowski) es una variedad lorentziana de cuatro dimensiones y curvatura nula, usada para describir los fenómenos físicos en el marco de la teoría especial de la relatividad de Einstein. El modelo fue desarrollado por el matemático alemán Hermann Minkowski.
En el espacio de Minkowski pueden distinguirse tres dimensiones espaciales ordinarias y una dimensión temporal adicional, de tal manera que todas juntas forman una 4-variedad y así representar al espacio-tiempo.

## Definición
El espacio-tiempo de Minkowski es una variedad lorentziana de curvatura nula e isomorfa a {\displaystyle {\mathcal {M}}_{0}=(\mathbb {R} ^{4},{\boldsymbol {\eta }})} donde el tensor métrico puede llegar a escribirse en un sistema de coordenadas cartesianas como:

(1){\displaystyle \eta =-dx^{0}\otimes dx^{0}+dx^{1}\otimes dx^{1}+dx^{2}\otimes dx^{2}+dx^{3}\otimes dx^{3}}

O en forma matricial explícita, respecto a la misma base:

(2){\displaystyle \left(\eta _{\alpha \beta }\right){\overset {\underset {\mathrm {def} }{}}{=}}{\begin{pmatrix}-1&0&0&0\\0&1&0&0\\0&0&1&0\\0&0&0&1\end{pmatrix}}}

De todas maneras, es común renombrar las coordenadas en términos de las coordenadas espaciales y el tiempo usados en la mecánica newtoniana, es decir: {\displaystyle (x^{0},x^{1},x^{2},x^{3})\mapsto (ct,x,y,z)}, con lo cual el tensor métrico se escribe simplemente como:

(3){\displaystyle \eta =-c^{2}dt\otimes dt+dx\otimes dx+dy\otimes dy+dz\otimes dz}

## Propiedades

### Contenido material
El tensor de curvatura de Riemann del espacio-tiempo de Minkowski es idénticamente nulo, razón por la cual se dice que el espacio-tiempo es plano. Así el resto de tensores y escalares de curvatura resultan nulos, siendo también nulo el tensor de Einstein, que es igual al contenido material. Por tanto, el espacio-tiempo de Minkowski representa un universo vacío.
Físicamente, el espacio-tiempo de Minkowski puede emplearse como una aproximación local del espacio-tiempo en regiones razonablemente pequeñas y en presencia de materia, siempre que esta no llegue a gravitar por sí misma. Este hecho queda recogido en el principio de equivalencia.

### Geodésicas
Cualquier línea recta constituye una geodésica, ya que el tensor de curvatura se anula. Tomando coordenadas cartesianas, las geodésicas vienen dadas simplemente por:

(4){\displaystyle {\ddot {t}}=0\qquad {\ddot {x}}=0\qquad {\ddot {y}}=0\qquad {\ddot {z}}=0}

Que corresponden a líneas rectas:

(5){\displaystyle t(\tau )=t_{0}+{\frac {\tau }{\sqrt {1-{\frac {v^{2}}{c^{2}}}}}}\quad x(\tau )=x_{0}+{\frac {v_{x}\tau }{\sqrt {1-{\frac {v^{2}}{c^{2}}}}}}\quad y(\tau )=y_{0}+{\frac {v_{y}\tau }{\sqrt {1-{\frac {v^{2}}{c^{2}}}}}}\quad z(\tau )=z_{0}+{\frac {v_{z}\tau }{\sqrt {1-{\frac {v^{2}}{c^{2}}}}}}}

Donde:
{\displaystyle (v_{x},v_{y},v_{z})\;} son las componentes de la velocidad de una partícula.
{\displaystyle \tau \,}, es el tiempo propio de la partícula que viaja según la geodésica.

### Grupo de isometría
El grupo de isometría del espacio-tiempo de Minkowski es precisamente el grupo de Poincaré, que admite diversos subgrupos, entre ellos:
- El grupo de Lorentz
- El grupo de rotaciones
- El grupo de traslaciones que es isomorfo a {\displaystyle \mathbb {R} ^{4}}, en particular cualquier campo vectorial constante es un vector de Killing, que genera un grupo uniparamétrico de isometrías.

## Representación pseudoeuclídea
El espacio-tiempo de Minkowski admite un tratamiento pseudoeuclídeo, lo que significa que bajo la aplicación sobre los complejos dada por:

(7){\displaystyle X=(ct,x,y,z)\mapsto {\widetilde {X}}=(ict,x,y,z)}

y tratando las coordenadas resultantes como vectores de un espacio euclídeo de cuatro dimensiones, se reproducen los resultados geométricos típicos del espacio-tiempo de Minkowski. Si en esa representación se trata todo como escalares complejos, y se construyen a partir del producto escalar euclídeo las magnitudes escalares de la teoría, éstas resultan invariantes. Además se cumple que:

(8){\displaystyle U^{\alpha }V_{\alpha }={\widetilde {U}}\cdot {\widetilde {V}}\qquad \forall U,V\in T{\mathcal {M}}_{0}}

Es más, todos los cuadrivectores y cuadritensores antisimétricos de segundo orden admiten una representación compleja de ese tipo, con similares propiedades de invariancia a (4):